# جيسي جيمس (سياسي)
جيسي جيمس (بالإنجليزية: Jesse James)‏ هو سياسي أمريكي، ولد في 10 أكتوبر 1904، وتوفي في 29 سبتمبر 1977. حزبياً، نشط في الحزب الديمقراطي. وقد انتخب عضو مجلس نواب تكساس.